# Nikolai Alexejewitsch Sabolozki
Nikolai Alexejewitsch Sabolozki (russisch Николай Алексеевич Заболоцкий, wiss. Transliteration Nikolaj Alekseevič Zabolockij; * 24. Apriljul. / 7. Mai 1903greg. in Kasan, Russland; † 14. Oktober 1958 in Moskau) war ein russischer Dichter und Übersetzer.

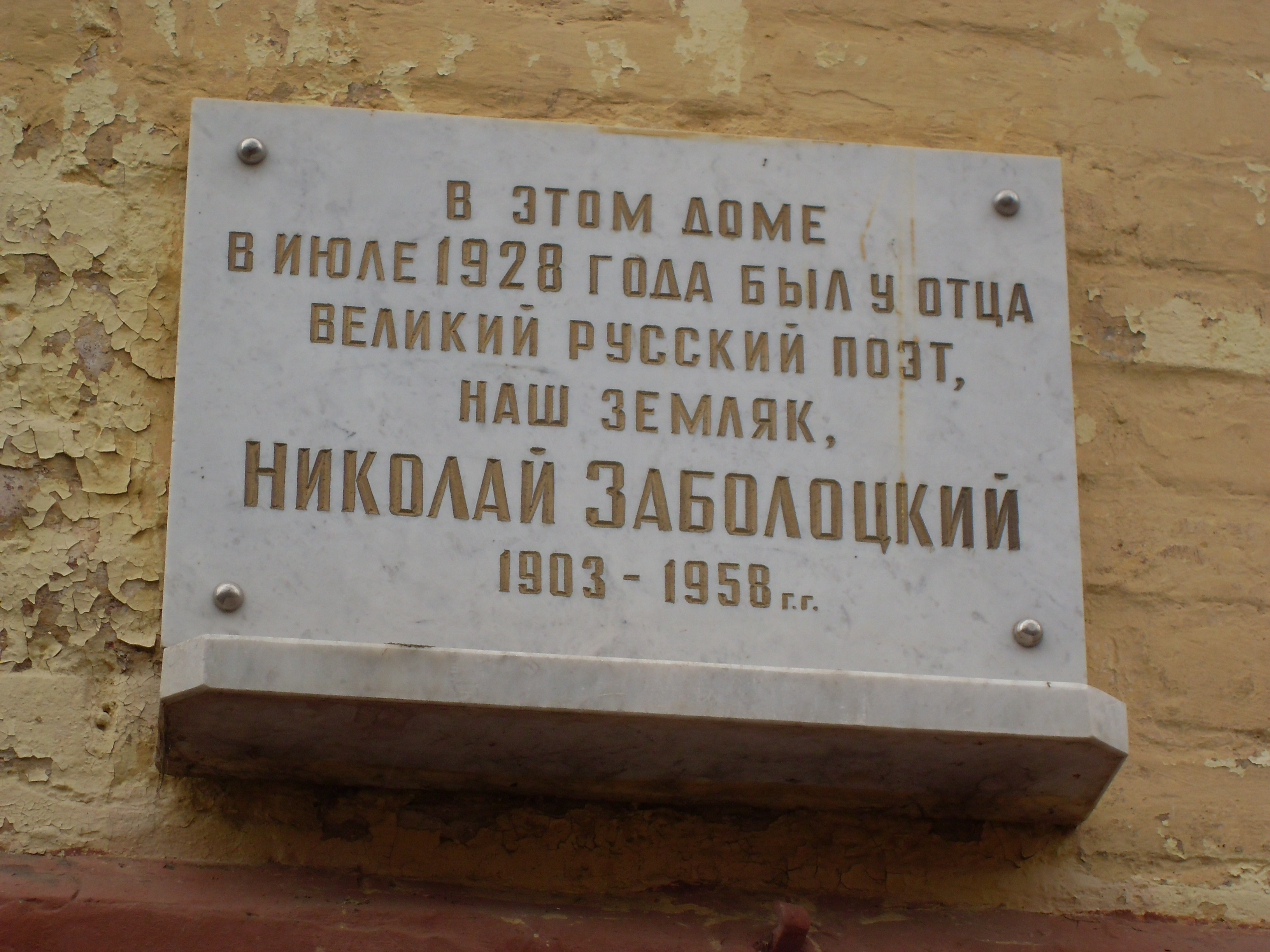
Gedenktafel für Nikolai Sabolozki in Kirow, Russland. Dort besuchte er seinen Vater

## Leben
Nikolai Sabolozki begann 1920 sein Studium an der medizinischen Fakultät der Universität Moskaus. Kurz darauf zog er nach Petrograd, wo er bis 1925 am Pädagogischen Institut „Alexander Herzen“ Literatur studierte.
Sabolozki gründete 1927 gemeinsam mit Daniil Charms und Alexander Wwedenski die avantgardistische Künstlervereinigung OBERIU.
Sein erster Gedichtband (Столбцы, dt. „Spalten, Kolonnen“), der 1929 in Leningrad erschien, rief in der Presse einen Literaturskandal und spöttische Reaktionen hervor.
Sabolozki wurde am 19. März 1938 wegen „antisowjetischer Propaganda“ vom NKWD in  Leningrad festgenommen und zur Zwangsarbeit nach Sibirien geschickt. Auch in Sibirien setzte er sein künstlerisches Schaffen fort und beendete die 1937 begonnene Übersetzung des Igorlieds.
Nach seiner Begnadigung konnte er 1946 ins europäische Russland zurückkehren. Seine Memoiren über die Zeit seiner Inhaftierung erschienen 1981 im Westen auf Englisch und 1988 auch in der Sowjetunion.
Sabolozki besuchte häufig Georgien und übersetzte georgische Dichter wie Schota Rustaweli und Wascha-Pschawela ins Russische.
Er starb am 14. Oktober 1958 an Herzversagen in Moskau. Dort ist er auf dem Nowodewitschi-Friedhof beerdigt.

## Werk (Auswahl)
- Architektur des Herbstes. Institut für Slawistik, Jena 1996, ISBN 3-9805226-0-1.
- Gesicht im buckligen Spiegel. Volk und Welt, Berlin 1979.